# 弧斑园蛛
弧斑园蛛（学名：Araneus arcopictus）为园蛛科园蛛属的动物。在中国大陆，分布于天津、山东等地。该物种的模式产地在天津。